# 弗雷舒-迪拜舒
弗雷舒-迪拜舒是葡萄牙波尔图区的一个堂区。总面积6.39平方公里，总人口1543人，人口密度241.5人/平方公里。